# Qin Xiaozhu
Qin Xiaozhu, död 385 f.Kr, var en kinesisk regent. 
Hon var regent i hertigdömet Qin som förmyndare för sin son Chuzi II 387-385 f.Kr.